# Institut français de Serbie
 (septembre 2017).
Si vous disposez d'ouvrages ou d'articles de référence ou si vous connaissez des sites web de qualité traitant du thème abordé ici, merci de compléter l'article en donnant les références utiles à sa vérifiabilité et en les liant à la section « Notes et références ».
L'Institut français de Serbie (en serbe : Francuski Institut u Srbiji) est un établissement culturel qui fait partie du réseau mondial des Instituts français. 
Implanté à Belgrade (sur la rue piétonne Knez Mihailova), Niš et Novi Sad, il est l'opérateur, pour le compte du ministère de l'Europe et des Affaires étrangères, de l'Ambassade de France en Serbie en matière de culture, d'enseignement scolaire, de promotion de la langue française, d'enseignement supérieur, de sciences et du débat d'idées.

## Historique
À Belgrade, une salle de lecture est ouverte dès 1951 dans le bâtiment de l'Union (ancien siège d'une compagnie d'assurance française), dès son rachat au Gouvernement yougoslave par le Gouvernement français. Avec le développement de la coopération culturelle, scientifique et technique entre la France et la Yougoslavie, ce qui était alors le Centre culturel français (en serbe : Francuski Kulturni Centar, également connu par l'acronyme FKC) devient la tête du réseau de coopération culturelle français en Yougoslavie. Le bâtiment est pillé en mars 1999 durant les frappes de l'OTAN et rouvre, après rénovation, en juillet 2001 ; il est officiellement inauguré par Jacques Chirac le 8 décembre 2001.
Le Centre culturel français ouvre une antenne à Niš en 2003 et à Novi Sad en 2004.
Le 1er janvier 2011, le Centre culturel français est rebaptisé Institut français de Serbie et voit son champ d'intervention élargi à la coopération institutionnelle en matière d'éducation, d'enseignement supérieur et de recherche, ainsi qu'à la promotion du débat d'idées. 

## Missions principales
L’Institut français de Serbie est partie intégrante d’un réseau mondial de près de 100 Instituts français ;  il a comme mission d’établir, par la culture, l’éducation, l’innovation et les savoirs, de nouvelles passerelles entre la France et la Serbie.  
Il porte ou accompagne des partenariats et coopérations franco-serbes dans les domaines des arts, de la culture et de l’audiovisuel, de l’éducation et de la promotion du français, de l’enseignement supérieur et de la recherche, mais travaille également sur la jeunesse, l’innovation culturelle et sociale et le débat d’idées sur les grands enjeux de société (environnement, cohésion sociale et territoriale, questions de genre).
Il propose les services d'écoles de langue, de centres d'examen (passation du DELF et du DALF, tests de compétence en français), de médiathèques et, à Belgrade, d'un espace CampusFrance consacré à la promotion des études en France. 
Engagé en faveur de la coopération culturelle européenne et de la promotion de la diversité culturelle et linguistique, il est membre fondateur en 2007 du réseau EUNIC Serbia, réseau des centres culturels européens présents ou représentés en Serbie. L'Institut français de Serbie est également très impliqué dans l'organisation du Mois de la Francophonie célébré chaque année en mars dans plus de 10 villes en Serbie (pour mémoire, la Serbie est depuis 2006 membre observateur de l'Organisation internationale de la Francophonie).

## Liste des dirigeants
| Identité              | Période            | Période        | Durée |
| Identité              | Début              | Fin            | Durée |
| --------------------- | ------------------ | -------------- | ----- |
| Manuel Bouard (d)     | 1er septembre 2019 | septembre 2021 | 2 ans |
| Stanislas Pierret (d) | septembre 2021     |                |       |